# Rentarō Taki
Rentarō Taki (滝 廉 太郎, Taki Rentarō, n. 24 august 1879, Tokyo⁠(d), Tōkyō, Japonia – d. 29 iunie 1903, Ōita, Japonia) a fost un pianist și compozitor japonez din epoca Meiji.
Taki s-a născut la Tokyo, dar s-a mutat în multe locuri în copilărie, datorită slujbei tatălui său. A absolvit Școala de Muzică din Tokyo în 1901. Una dintre piesele sale celebre este Kōjō no Tsuki, care a fost inclusă în cântecul pentru elevii de liceu junior, împreună cu Hakone-Hachiri (箱根 八里). Hana(花, „Floare”) este, de asemenea, o melodie binecunoscută.
În același an, Taki a mers la Conservatorul din Leipzig din Germania pentru studii suplimentare, dar s-a îmbolnăvit grav de tuberculoză pulmonară și, prin urmare, s-a întors în Japonia. A trăit liniștit în țară după aceea, dar a murit curând la 23 de ani. Opera sa postumă este o piesă de pian solo, numită Urami („Regret”), pe care a compus-o cu patru luni înainte de a muri.
Thelonious Monk a inclus o versiune a lui Kōjō no Tsuki pe albumul său din 1967 pentru Columbia, intitulat Straight, No Chaser.
Trupa de rock germană Scorpions a făcut o versiune a lui Kōjō no Tsuki pe albumul Tokyo Tapes din 1978.
Grupul popular argentinian Los Cantores de Quilla Huasi a înregistrat o versiune a lui Kōjō no Tsuki.
Anne Akiko Meyers a înregistrat mai multe versiuni ale lui Kōjō No Tsuki.